# فوهرن
فوهرن (به آلمانی: Föhren) یک شهر در آلمان است که در تریر-زاربورگ واقع شده‌است. فوهرن ۲٬۶۹۰ نفر جمعیت دارد.